# Josh Acheampong
Joshua Kofi Acheampong (Londres, Inglaterra, 5 de mayo de 2006) es un futbolista británico que juega de defensa en el Chelsea F. C. de la Premier League.

## Primeros años
Nacido en Londres, es de ascendencia ghanesa. Se incorporó por primera vez a la academia del Chelsea como sub-8.

## Trayectoria
El 3 de enero de 2024 firmó su primer contrato profesional con el Chelsea. El 11 de marzo de 2024 fue incluido por primera vez en una lista de convocados para un partido del primer equipo del Chelsea, siendo nombrado entre los suplentes en el partido de la Premier League contra el Newcastle United F. C.; sin embargo, finalmente no jugó. El 2 de mayo de 2024, tres días antes de cumplir 18 años, debutó como profesional en el minuto 85 de la victoria por 2-0 del Chelsea en Stamford Bridge contra su rival en el derbi londinense Tottenham Hotspur F. C. en la Premier League.

## Selección nacional
En mayo de 2023 formó parte de la selección de Inglaterra sub-17 que terminó quinta en el Campeonato Europeo Sub-17 de la UEFA 2023. En noviembre de 2023 fue seleccionado para representar a Inglaterra en la Copa Mundial de Fútbol Sub-17 de 2023 y marcó un gol en su partido inaugural contra Nueva Caledonia.
El 4 de septiembre de 2024 debutó con Inglaterra sub-19 ante Italia en Nedelišće.
El 10 de octubre debutó con la sub-20 en la victoria por 2-1 contra Italia en Frosinone.

## Estadísticas

### Clubes
Actualizado al último partido disputado el 24 de junio de 2025.
| Club                     | Div.          | Temporada     | Liga  | Liga  | Liga   | Copas nacionales | Copas nacionales | Copas nacionales | Copas internacionales | Copas internacionales | Copas internacionales | Total | Total | Total  |
| Club                     | Div.          | Temporada     | Part. | Goles | Asist. | Part.            | Goles            | Asist.           | Part.                 | Goles                 | Asist.                | Part. | Goles | Asist. |
| ------------------------ | ------------- | ------------- | ----- | ----- | ------ | ---------------- | ---------------- | ---------------- | --------------------- | --------------------- | --------------------- | ----- | ----- | ------ |
| Chelsea F. C. Inglaterra | 1.ª           | 2023-24       | 1     | 0     | 0      | 0                | 0                | 0                | —                     | —                     | —                     | 1     | 0     | 0      |
| Chelsea F. C. Inglaterra | 1.ª           | 2024-25       | 4     | 0     | 0      | 1                | 0                | 0                | 8                     | 0                     | 0                     | 13    | 0     | 0      |
| Chelsea F. C. Inglaterra | 1.ª           | 2025-26       | 0     | 0     | 0      | 0                | 0                | 0                | 0                     | 0                     | 0                     | 0     | 0     | 0      |
| Chelsea F. C. Inglaterra | Total club    | Total club    | 5     | 0     | 0      | 1                | 0                | 0                | 8                     | 0                     | 0                     | 14    | 0     | 0      |
| Total carrera            | Total carrera | Total carrera | 5     | 0     | 0      | 1                | 0                | 0                | 8                     | 0                     | 0                     | 14    | 0     | 0      |

## Palmarés

### Títulos internacionales
| Título                            | Equipo        | Sede           | Año  |
| --------------------------------- | ------------- | -------------- | ---- |
| Liga Conferencia de la UEFA       | Chelsea F. C. | Breslavia      | 2025 |
| Copa Mundial de Clubes de la FIFA | Chelsea F. C. | Estados Unidos | 2025 |